# Processo a Silone
Processo a Silone (sottotitolo: La disavventura di un povero cristiano) è un libro in forma di saggio e inchiesta storica di Giuseppe Tamburrano, Gianna Granati e Alfonso Isinelli, pubblicato nel 2001 da Piero Lacaita Editore.

## Soggetto
Gli autori confutano, sulla base delle ricerche documentali compiute, l'accusa mossa allo scrittore Ignazio Silone di essere stato una spia al soldo della polizia politica fascista. La rivelazione, compiuta sulla base di ricerche d'archivio, da parte dei due ricercatori Dario Biocca e Mauro Canali, suscitò enorme clamore e avviò un dibattito molto acceso.
Il libro-ricerca muove i suoi passi dall'esame delle carte citate dall'accusa, arrivando, secondo gli autori, a dimostrare con prove logiche e fattuali, l'innocenza di Silone, «al di là di ogni ragionevole dubbio.»

## Edizioni
- Giuseppe Tamburrano, Gianna Granati, Alfonso Isinelli, Processo a Silone, collana Biblioteca della Fondazione Pietro Nenni, Lacaita, Manduria,  pp. 136, cap. 2 (prefazione, appendici), ISBN 88-87280-68-1.